# Зв'язність Гаусса - Маніна
З розшаруванням, шари якого є гладкими многовидами (або гладкими алгебричними многовидами), можна пов'язати деяке розшарування з плоскою зв'язністю, що називається зв'язністю Гаусса — Маніна.

## Означення
Нехай {\displaystyle Y\to X} — розшарування, шари якого {\displaystyle Y_{x}} — гладкі многовиди. Розглянемо векторне розшарування {\displaystyle E\to X} з шарами {\displaystyle E_{x}=H_{\mathrm {dR} }^{k}(Y_{x})}. Іншими словами, повісимо замість кожного шару його {\displaystyle k}-ті когомології де Рама. За теоремою Ересманна гладкі розшарування локально тривіальні, так що в досить малому околі за базою можна ототожнити шари один з одним, і назвати гладкими перетинами {\displaystyle E} перетину, які відповідають гладким варіаціям класу когомологій при тривіалізації. Строго кажучи, ми означити не розшарування, а тільки пучок, але у дійсності це буде пучок перетинів розшарування.